# Ach Gott, vom Himmel sieh darein
Ach Gott, vom Himmel sieh darein (O Gud, se ned från Himlen) är en kantat av kompositören och organisten Johann Sebastian Bach. I Wolfgang Schmieders förteckning över Bachs verk har kantaten fått numret 2, således benämns den BWV 2.
Kantaten skrevs i Leipzig för den andra söndagen efter trefaldighet och uruppfördes den 18 juni 1724. Likt många andra Bachkantater baserar den sig på en koral av Martin Luther. Stycket är skrivet för 2 oboer, fyra tromboner, stråkar, sångsolister och kör. Kantaten, i d-moll, består av sex satser.
1. "Ach Gott, vom Himmel sieh darein" – koralmelodin omarbetad till fuga i sopran-, tenor- och basstämman medan altstämman sjunger melodin oornamenterad på långa notvärden.
2. "Sie lehren eitel falsche List" – recitativ för tenor and basso continuo.
3. "Tilg, o Gott, die Lehren" – en altaria med en obligat violinstämma i b-dur.
4. "Die Armen sind verstört" – recitativ och arioso för bas, stråkar och basso continuo i g-moll.
5. "Durchs Feuer wird das Silber rein" – aria för tenor ackompanjerad av oboe och stråkar i g-moll.
6. "Das wollst du, Gott, bewahren rein" – koralens sista vers sjungs och spelas av kör och orkester.